# Beau Brummels Live!
Beau Brummels Live! è un album dei The Beau Brummels, pubblicato dalla Dig Music Records nell'agosto del 2000. Il disco fu registrato dal vivo il 13 e 16 febbraio 1974 al Shire Road Pub di Fair Oaks Village, presso Sacramento in California (Stati Uniti).

## Tracce
1. Nine Pound Hammer – 3:52 (Merle Travis)
2. You Tell Me Why – 3:34 (Ron Elliott)
3. Turn Around / Singing Cowboy – 8:01 (Ron Elliott)
4. Gate of Hearts – 3:18 (Ron Elliott)
5. Lonely People – 4:19 (Ron Meagher)
6. Music Speaks Louder – 2:49 (Ron Elliott)
7. Lisa – 3:01 (Declan Mulligan)
8. Tennessee Walker – 3:17 (Ron Elliott)
9. Don't Talk to Strangers – 2:21 (Bob Duran, Ron Elliott)
10. Laugh, Laugh – 3:15 (Ron Elliott)
11. Lonesome Town – 3:09 (Ron Elliott)
12. Free – 3:45 (Ron Elliott, Brian Engle)
13. Man and Woman Kind – 4:50 (Ron Elliott)
14. Restless Soul – 3:29 (Ron Elliott)
15. Her Dream Alley – 2:34 (Ron Elliott)
16. City Girl – 3:29 (Ron Elliott)
17. Paper Plane – 2:59 (Ron Elliott)
18. Just a Little – 2:51 (Ruth Durand, Ron Elliott)
19. Love Can Fall – 4:47 (Ron Elliott)

## Musicisti
- Ron Elliott - chitarra, voce
- Sal Valentino - voce
- Declan Mulligan - chitarra, armonica, voce
- Ron Meagher - basso, chitarra ritmica, voce
- John Peterson - batteria